# Bitte recht traurig
Bitte recht traurig ist das 26. Studioalbum des österreichischen Schlagersängers Freddy Quinn, das 1972 im Musiklabel Polydor (Nummer 2371 295) erschien. Es konnte sich nicht in den deutschen Albumcharts platzieren.

## Titelliste
Das Album beinhaltet folgende zwölf Titel:
- Seite 1

1. Das Bänkellied von der Seiltänzerin Elvira Madigan und den Folgen der Liebe des Leutnants Graf Sparre zu diesem Frauenzimmer (im Original als Visan om den sköna konstberiderskan Elvira Madigans kärlek och grymma död von Johan Lindström Saxon geschrieben[3])
2. Das ergreifende Erlebnis eines Grafen im Walde
3. An das Kloster klopft es leise
4. Der Wilddieb
5. Die traurige Geschichte von einem wunderschönen Polenkind oder Zu früh verschenkte Liebe
6. Des Leuchtturmwächters Töchterlein (im Original von Müller’s Gesangs-Gitarristen, 1960[4])

- Seite 2

1. Die Moritat vom Wilden Westen oder Der Überfall auf die pazifische Eisenbahn 1873
2. Das Lied vom Edelweiß
3. Verstoßen oder Der Tod auf Schienen
4. Sabinchen war ein Frauenzimmer  (ein deutsches Volkslied[5])
5. Das Zuchthauslied
6. Ein Mädchen für’s Geld